# You Think
"You Think" é uma canção da girl group sul-coreana Girls' Generation. Foi lançada em 19 de agosto de 2015 como terceiro single do quinto álbum de estúdio, Lion Heart.

## Composição
"You Think" foi descrita por Billboard como uma canção hip hop amigável com ciladas batidas. Liricamente, a canção expressa uma mulher alertando para um antigo relacionamento, que espalha mal rumores sobre ela depois que terminaram.

## Desempenho nas tabelas musicais
| País                                  | Melhor posição |
| ------------------------------------- | -------------- |
| Coreia do Sul (Gaon Single Chart)     | 30             |
| Mundo (Billboard World Digital Songs) | 3              |